# 난민인권센터
난민인권센터(Refugee Rights Center, NANCEN)는 한국사회 난민의 권리를 위해 활동하는 단체다. 2009년도부터 사회적 인식과 제도의 개선, 권리 침해 사례 개입, 난민 권리 상담, 시민 연대 활동을 통해 한국 사회에서 배제되고 있는 난민과 소수자의 권리를 되찾기 위해 노력하고 있다.
모든 생명은 태어남과 동시에 자신의 권리를 가진다. 그러나 한국사회에서 난민의 권리는 쉽게 배제되고 있다. 난센은 난민을 도움과 보호가 필요한 시혜적 대상으로 바라보는 것을 거부하고, 모든 생명이 우선되고 그저 누려 마땅한 권리가 인정되는 사회를 만들고자 한다.

## 활동 내용

### 권리 중심 제도 개선 사업
- 연간 난민 현황 분석
- 난민 관련 예산, 행정 감시
- 입법, 개정운동
- 관련 정책 시정
- 난민 권리 상담
- 자원 연계 및 지원
- 권리 침해 사례 대응

- 구금 시설 등 수용 시설 모니터링 등

2009년부터 권리침해 사례에 개입하여 난민의 요구를 모으고, 정부에 대한 지속적인 모니터링 활동을 하고 있다. 정부부처를 대상으로 정보공개를 청구하고, 이를 토대로 정부 예산과 행정 운영, 난민 관련 통계를 분석한다. 언론 보도와 비폭력 행동 등으로 정부에 올바른 정책 수립과 제도 운영을 요구하고 있다.

### 시민 함께 가치 확산 사업
- 세계 난민의 날 비폭력 행동
- 언론 대응 및 언론 감시
- <한국 사회와 난민 인권> 등 시민 교육 프로그램
- 난민 당사자 교육 및 활동 연계
- 소수자난민인권네트워크, 차별금지법제정연대 등 국내 연대
- 프로보노 변호사 네트워크
- 회원, 자원활동가 프로그램 운영

한국에서 난민제도가 시행된 지 30년이 다 되어가지만, 여전히 난민에 대한 한국사회의 인식은 부족하다. '전세난민', '난민팔뚝'과 같은 난민에 대한 부적절한 은유가 언론 등을 통해 재생산되고 이들을 시혜적인 대상으로 바라보는 관점을 마주한다. 난센은 한국사회에서 배제되고 있는 난민의 권리를 회복하고, 이들의 권리를 확장하기 위해 동료 시민과 함께 연대하고 있다. 지역사회의 다양한 시민 조직이나 동료 시민과 공동 행동을 기획하고 네트워크를 구성하여 서로를 촘촘하게 잇는 징검다리의 역할을 하고 있다. 난민과 소외된 생명들의 권리가 소외되지 않도록 시민과 함께 목소리를 높이며, 더 많은 동료 시민이 가치 확산에 참여할 수 있도록 활동의 기회를 제공하고 있다.

## 수상
- 2015년 제6회 태평양공익인권상

## 같이 보기
- 유엔 난민 기구